# Heteroschista nigranalis
Heteroschista nigranalis är en fjärilsart som beskrevs av W. Warren 1903. Heteroschista nigranalis ingår i släktet Heteroschista och familjen Thyrididae. Inga underarter finns listade i Catalogue of Life.